# Fusion (album)
Albums de Jimmy Giuffre
The Jimmy Giuffre Quartet in Person
(1960) Thesis
(1961)
Fusion est un album du trio de Jimmy Giuffre sorti en 1961. C'est un trio sans batterie, composé de Paul Bley au piano et de Steve Swallow à la contrebasse.
Dans cet album, Jimmy Giuffre, aidé par Bley et Swallow, se libère totalement des carcans traditionnels du jazz.
À l'origine publié par Verve Records en 1961, il a été ré-édite en 1992 par le label ECM en tant que double album avec Thesis, un autre album du trio également enregistré en 1961.

## Liste des titres
| No | Titre                     | Musique       | Durée |
| -- | ------------------------- | ------------- | ----- |
| 1. | Jesus Maria               | Carla Bley    | 6:17  |
| 2. | Emphasis                  | Jimmy Giuffre | 4:18  |
| 3. | In the Mornings Out There | Carla Bley    | 6:54  |
| 4. | Scootin' About            | Jimmy Giuffre | 3:39  |
| 5. | Cry, Want                 | Jimmy Giuffre | 5:13  |
| 6. | Brief Hesitation          | Jimmy Giuffre | 4:19  |
| 7. | Venture                   | Jimmy Giuffre | 4:00  |
| 8. | Afternoon                 | Jimmy Giuffre | 5:15  |
| 9. | Trudgin'                  | Jimmy Giuffre | 4:33  |

## Musiciens
- Jimmy Giuffre : clarinette
- Paul Bley : piano
- Steve Swallow : contrebasse